# Rye (East Sussex)
Rye é uma pequena cidade em East Sussex, Inglaterra, que fica cerca de dois quilômetros do mar aberto e está na confluência de três rios: o Rother, o Tillingham e o Brede. Nos tempos medievais, no entanto, era um membro importante da confederação Cinque Ports, pois estava à frente de uma enseada do Canal Inglês e quase totalmente rodeada pelo mar.
Rye é oficialmente uma paróquia civil, mas com suas raízes históricas tem o status de uma cidade; no censo de 2001, tinha uma população de 4009 habitantes. Durante sua história a sua associação com o mar incluiu fornecimento de navios para o serviço do Rei em tempo de guerra, e esteve envolvida com gangues de contrabando do séculos XVIII e XIX, como o Gang Hawkhurst notório que usou suas pousadas, como The Mermaid Inn e The Olde Bell Inn, conectados por meio de passagem secreta.
Essas raízes históricas e seu charme tornam o local um destino turístico, e grande parte de sua economia é baseada nisto: há uma série de hotéis, casas de hóspedes, pousadas, salões de chá e restaurantes, bem como outras atrações, cativando aos visitantes. Há uma pequena frota de pesca e a Rye Harbour tem facilidades para iates e outras embarcações.